# Дикие лебеди (роман)
«Дикие лебеди» (англ. Wild Swans: Three Daughters of China) — исторический роман-автобиография писательницы Юн Чжан. Международный бестселлер. В романе описывается жизнь трёх поколений женщин Китая. Первое издание романа было опубликовано в 1991 году; книга получила две литературные премии: NCR Book Award (1992) и «Британская книга года» (англ. British Book of the Year) (1993).

## Сюжет

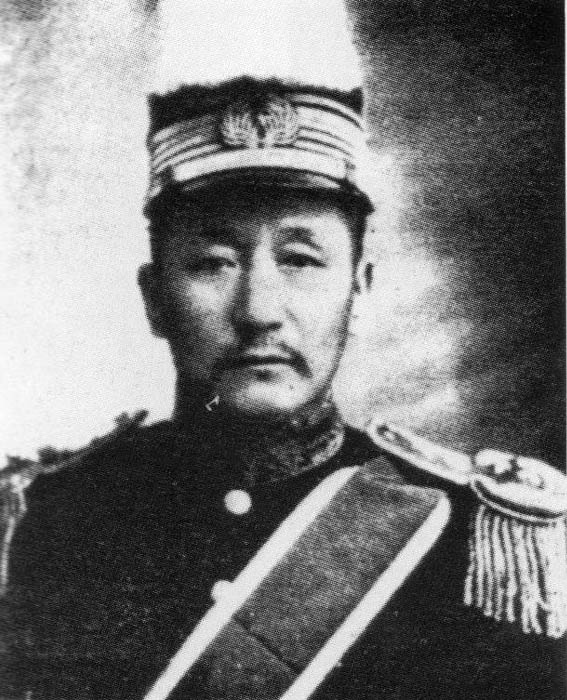
Генерал Сю Чжан (1876−1933) — дедушка Юн Чжан.

### История бабушки
Книга начинается с краткой биографии бабушки Юн Чжан — Юйфан. С двух лет ей бинтовали ноги. Так как семья была относительно бедна, отец отдал её в наложницы министру полиции, чтобы повысить свой социальный статус, без чего было невозможно улучшить собственную жизнь. После свадьбы с генералом, у которого уже была жена и несколько наложниц, юная новобрачная осталась одна в огромном богатом доме со слугами, мужа она не видела следующие шесть лет. Несмотря на окружавшую её роскошь, жизнь Юйфан была безрадостной и трудной, она боялась слуг и жену генерала, поскольку они могли передавать генералу слухи или наговаривать на неё.
Спустя шесть лет после свадьбы генерал навестил свою наложницу, которая зачала от него мать Юн Чжан — Дэхун. Юйфан постоянно отклоняла просьбы переехать к генералу в его поместье и согласилась, когда он смертельно заболел. У него кроме матери Юн была только одна дочь от другой наложницы. Осознав, что жена генерала станет распоряжаться жизнью Юйфан и её дочери, наложница вместе с дочерью сбежала в дом своих родителей, сказав семье генерала, будто ребёнок погиб. В этом ей помогла другая наложница генерала, мать его второй дочери. Перед смертью генерал освободил Юйфан; ей было 24 года. Позже она вышла замуж за доктора традиционной медицины по имени Ся, с которым Юйфан и Дэхун жили в Цзиньчжоу (Маньчжурия).

### История мамы
Далее роман описывает жизнь матери Юн — Дэхун. В 15 лет она приступила к работе в Коммунистической партии Китая. Рост революционного движения способствовал продвижению Дэхун по служебной лестнице партии. Позже она встретила высокопоставленного чиновника, ставшего отцом Юн, его звали Шоуюй. Вскоре Шоуюй и Дэхун поженились, но работа в Партии не позволяла молодожёнам проводить много времени вместе. Их перевели в Ибинь, родной город отца Юн. Путь был тяжёлым, так как отец настоял на том, чтобы Дэхун шла пешком, а он сам ехал на машине. Он не знал, что Дэхун была беременна. В Дэхуне пришлось проходить военную подготовку, в результате чего у неё случился выкидыш. Отец Юн поклялся никогда больше не быть невнимательным к жене.
Мать Юн впоследствии родила пятерых детей, двух девочек и трёх мальчиков. Эрхун (так изначально назвали Юн Чжан) была вторым ребёнком в семье.

### История Юн Чжан
В подростковом возрасте Юн стала свидетельницей культурной революции в Китае. Девочка вступила в отряд хунвейбинов, но через некоторое время покинула организацию из-за царившей там жестокости. С ростом культа личности Мао жизнь становилась всё сложнее и опаснее. Отец Юн не принял культурную революцию и написал письмо к Мао с требованием остановить её. Родителей Юн заклеймили отступниками, и они стали подвергаться травле и издевательствам. Их пытали, над ними публично потешались. Несколько лет они провели в трудовых лагерях. Чжан утверждает, что этим её отца свели с ума и подорвали его здоровье, он не оправился до конца жизни. Отношение к отцу заставило Юн усомниться в Мао.
Правительство старалось привлекать образованную молодёжь в деревни, и Юн вместе с тысячами ровесников была вынуждена стать крестьянкой вдали от дома. После окончания Культурной революции Юн приложила немало сил, чтобы поступить в университет. Вскорости скончался Мао. Китайцы были шокированы, хотя Чжан сомневается в их искренности после стольких лет притворства и репрессий.
В университете Юн изучала английский язык. После окончания университета ей удалось получить грант и уехать в Великобританию.

## Отзывы
«Дикие лебеди» были переведены на 30 языков, в том числе на русский, и проданы совокупным тиражом в 10 миллионов копий. Одни авторы, например, Джеймс Баллард, хвалили книгу.
Роман «Дикие лебеди» впервые опубликован в материковом Китае в 1997 году, помимо этого существуют две пиратские версии, а также переводные версии, распространённые в Гонконге и Тайване. В Великобритании версия в традиционных китайских иероглифах доступна для прочтения онлайн.

## Экранизация
26 ноября 2006 года Variety написал, что компания «Portobello Pictures» купила права на экранизацию книги. Права выкупил Эрик Эбрахам (англ. Eric Abraham), сценаристом выбран Кристофер Хэмптон.